# Villa O'Higgins
Villa O'Higgins este un târg din provincia Capitán Prat, regiunea Aisén, Chile, cu o populație de 500 locuitori (2012) și o suprafață de km2.